# هراس‌مرغان

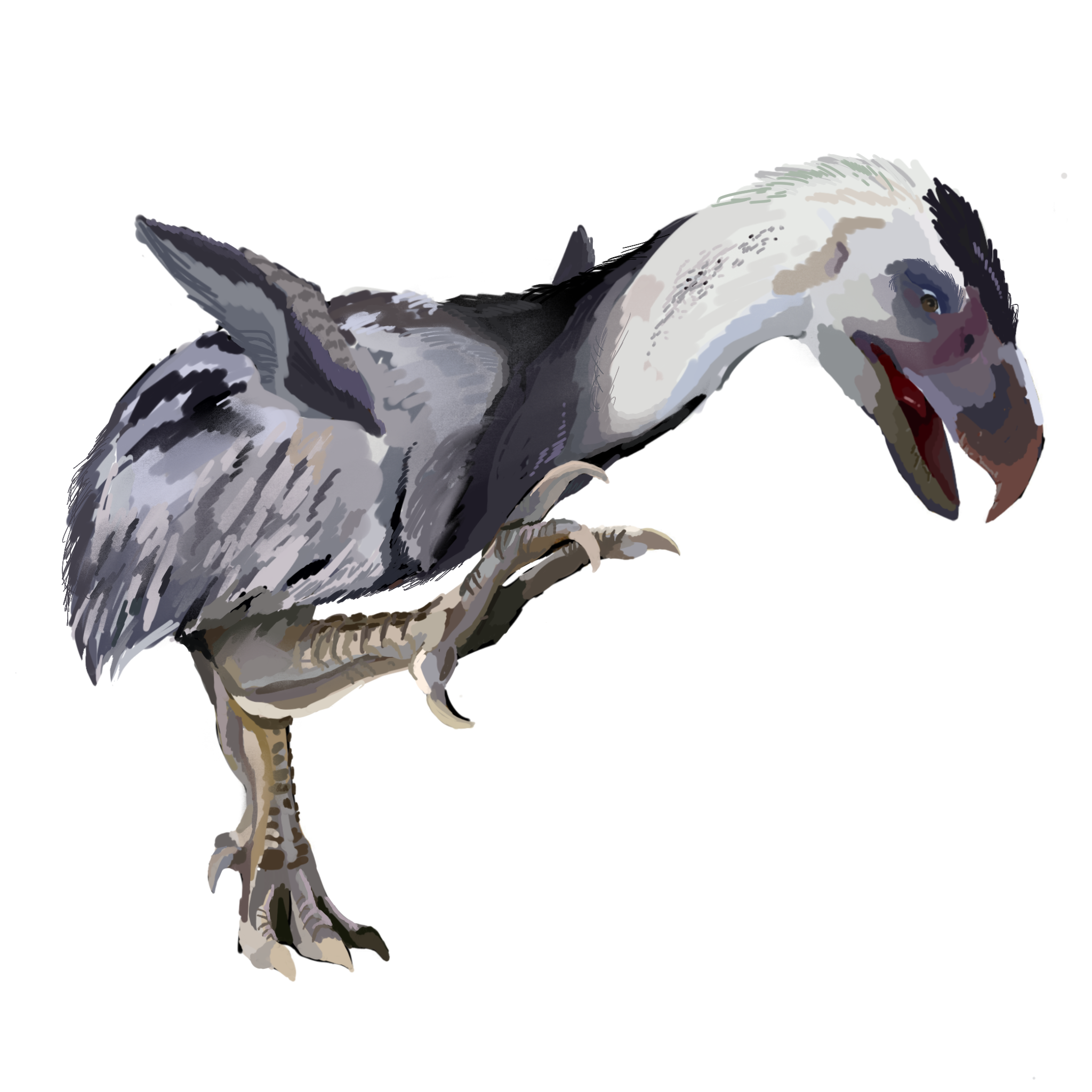
طراحی بازسازی‌کننده یک هنرمند از Titanis walleri.

هراس‌مرغان (به انگلیسی: Phorusrhacids) که در زبان عامیانه به عنوان پرندگان وحشت شناخته می‌شوند، تبارشاخه‌ای منقرض‌شده از پرندگان گوشتخوار بزرگ بی‌پرواز هستند که یکی از بزرگ‌ترین گونه‌های شکارچیان رأس در آمریکای جنوبی در دوران نوزیستی بودند. محدوده زمانی پذیرفته‌شده مرسوم آنها از ۶۲ تا ۱٫۸ میلیون سال پیش (Ma) را پوشش می‌دهد.

## رده‌بندی

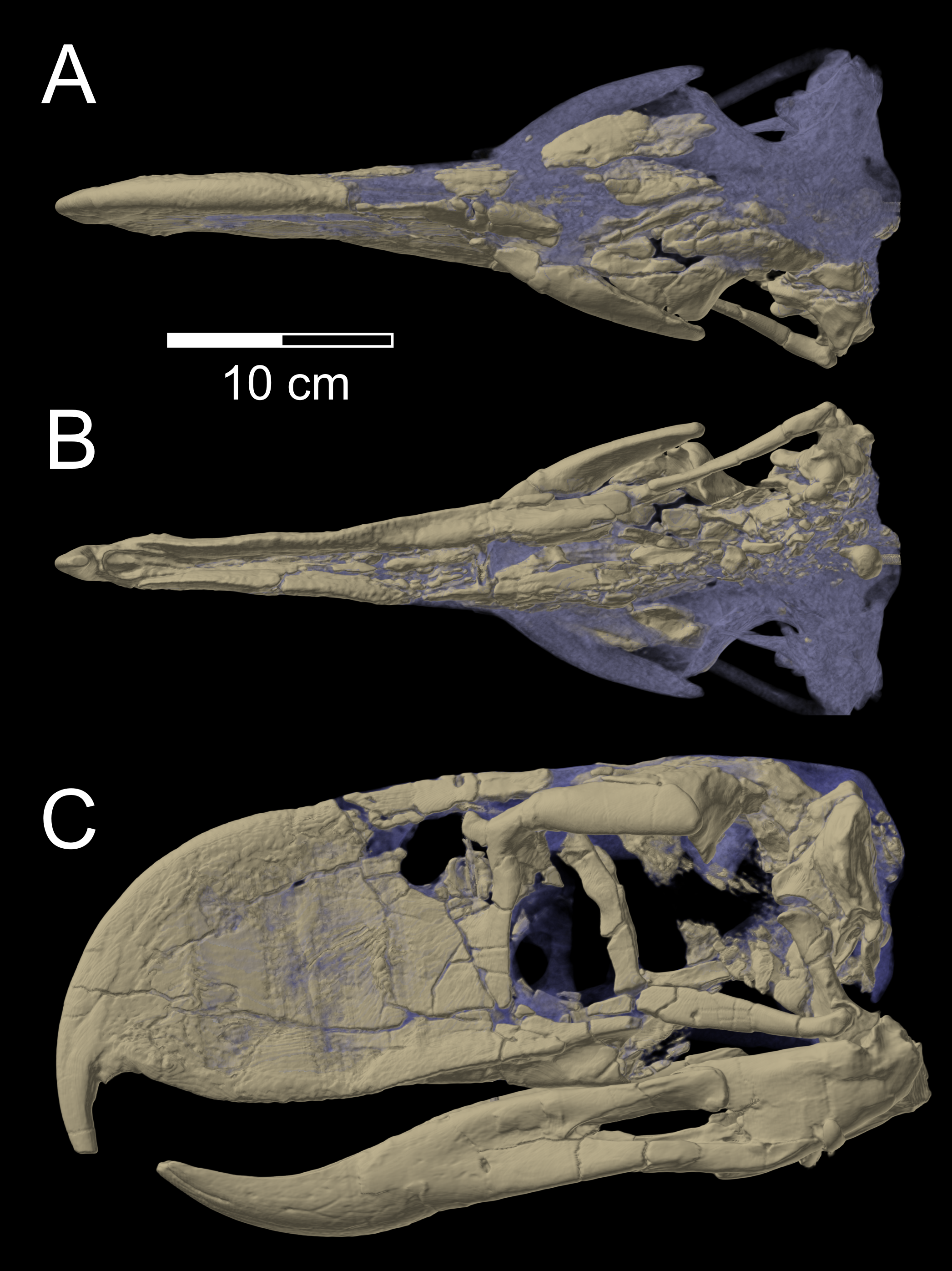
سی تی اسکن جمجمه P 14357، هولوتایپ Andalgalornis ferox در مجموعه موزه تاریخ طبیعی فیلد

ریشه‌شناسی نام Phorusrhacidae بر اساس سردهٔ هراس‌مرغ است. هنگامی که نخستین بار توسط فلورنتینو آمگینو در سال ۱۸۸۷ توصیف شد، ریشه‌شناسی Phorusrhacos ارائه نشد. تفکر کنونی این است که این نام از ترکیب واژهٔ یونانی "phoros"، که به معنی حامل و "rhakos"، به معنی چین و چروک، زخم است. محققان هراس‌مرغان را با خانواده‌های زنده کاکل‌پیشانیان و دبیرمرغان مقایسه کرده‌اند، اما تفاوت‌های آنها در توده بدن بسیار شدید است و بنابراین، نمی‌توان به این خانواده‌های زنده برای پاسخ‌ها بیش از حد وابسته بود.
به دنبال تجدید نظر توسط Alvarenga و Höfling (2003)، اکنون ۵ زیرخانواده وجود دارد که شامل ۱۴ سرده و ۱۸ گونه است: این گونه‌ها محصول واگرایی سازشی بودند.
بالاخانوادهٔ هراس‌مرغ‌واران Phorusrhacoidea
- سردهٔ Lavocatavis – سازند گلیب زگدو ائوسن میانی الجزایر

خانوادهٔ هراس‌مرغان Phorusrhacidae
- سردهٔ Patagorhacos - سازند Chichinales میوسن اولیه در استان ریو نگرو، آرژانتین.[۸]
- زیرخانوادهٔ دهشت‌مرغیان Brontornithinae - گونه‌های غول‌پیکر با ۸٫۶ فوت (۲٫۶ متر) بالا قرار گرفتن در Phorusrhacidae و/یا مونوفیلی مورد مناقشه است.
  - سردهٔ دهشت‌مرغ (اوایل تا میوسن میانه (Santacrucian - Laventan) سانتا کروز و مونت لئون سازند، آرژانتین)
  - سردهٔ Paraphysornis (الیگوسن پسین تا میوسن اولیه (Deseadan) سازند Tremembé ایالت سائوپائولو، برزیل)
  - سردهٔ Physornis (الیگوسن میانی تا اواخر (Deseadan) سازند Sarmiento استان سانتا کروز، آرژانتین)
- زیرخانوادهٔ هراس‌مرغیان Phorusrhacinae - گونه غول پیکر ۸٫۳ فوت (۲٫۵ متر) بلند، اما تا حدودی باریکتر و به‌طور قطعی چابک‌تر از Brontornithinae
  - سردهٔ Devincenzia (الیگوسن پسین تا میوسن اولیه (Deseadan) سازند فرای بنتوس اروگوئه)
  - سردهٔ کلنکن (میوسن میانی (Colloncuran) Collón Curá در استان ریو نگرو، آرژانتین؛ بزرگ‌ترین فوروسید شناخته شده)
  - سردهٔ هراس‌مرغ (اوایل تا میوسن میانه (Santacrucian) سازند سانتا کروز آرژانتین)
  - سردهٔ Titanis (پلیوسن اولیه تا پلیستوسن اولیه (بلانکن) فلوریدا و تگزاس)
- زیرخانواده Patagornithinae - گونه‌ای با اندازه متوسط و بسیار زیرک، با ۵٫۴ فوت (۱٫۶ متر) بالا
  - سردهٔ Patagornis (اوایل تا میوسن میانه (Santacrucian - Laventan) سازند سانتا کروز از ایالت سانتا کروز، آرژانتین) - شامل Morenomerceraria, Palaeociconia, Tolmodus
  - سردهٔ Andrewsornis (اواسط تا اواخر الیگوسن (Deseadan) اگوا سازند د لا پیدرا از جنوب آرژانتین)
  - سردهٔ Andalgalornis (میوسن پسین تا پلیوسن اولیه (Huayquerian) سازند Ituzaingó شمال غربی آرژانتین)
- زیرخانواده Psilopterinae - گونه‌های کوچک با ۳٫۲ فوت (۰٫۹۸ متر) بالا
  - سردهٔ Eleutherornis (ائوسن میانی (بارتونی) از رون، فرانسه و بازلند، سوئیس)[۹]
  - سردهٔ؟ Paleopsilopterus (پالئوسن میانی (Itaboraian) Itaboraí Formation of Itaboraí، برزیل) (هویت به عنوان فوروسید مشکوک)[۹][۱۰]
  - سردهٔ Procariama (میوسن پسین تا پلیوسن اولیه (Huayquerian - Montehermosan) سازندهای Cerro Azul و Andalhualá در استان کاتامارکا، آرژانتین)
  - سردهٔ برهنه‌بال (الیگوسن میانی (Deseadan) سازند سانتا کروز و میوسن پسین (Chasicoan) سازند Arroyo Chasicó به ترتیب در جنوب و شرق آرژانتین) (سوابق احتمالی پلیستوسن پسین (لوجانیان) از اروگوئه)
- زیرخانواده Mesembriornithinae - گونه‌ای با اندازه متوسط، ۴٫۴ فوت (۱٫۳ متر) بالا
  - سردهٔ Mesembriornis (میوسن پسین تا پلیوسن پسین (مونته هرموسان) سازند مونت هرموسو آرژانتین)
  - سردهٔ Llallawavis (اواخر پلیوسن (Chapadmalalan) سازند پلایا لوس لوبوس الو آرژانتین شمال شرقی)[۱۱]

Alvarenga و Höfling خانوادهٔ Ameghinornithidae از اروپا را در هراس‌مرغان phorusrhacoids شامل نکردند؛ در همین حال معلوم شد که اینها بیشتر اعضای اصلی کاکل‌پیشانیان هستند. اگرچه به‌طور سنتی به عنوان اعضای کلنگ‌سانان در نظر گرفته می‌شود، اما بر اساس مطالعات ریخت‌شناسی و ژنتیکی (که دومی بر اساس کاکل‌پیشانی‌سانان) بود، کاکل‌پیشانی‌سانان ممکن است بر اساس توالی هسته ای به گروه جداگانه ای از پرندگان، استرالیاپرندگان و نزدیک‌ترین خویشاوندان زنده آنها تعلق داشته باشد. این کلاد متشکل از شاهینان، طوطی‌سانان و گنجشک‌سانان هستند.